# دالة من الدرجة العليا
في الرياضيات وعلم الحاسوب، تُعدّ الدالة من المرتبة الأعلى أو الدالة من الدرجة العليا (بالإنجليزية: Higher-order function) التي تُعرف اختصارًا بـ HOF، هي دالة تقوم على الأقل بأحد الأمور التالية:
- تأخذ دالة أو أكثر كوسيط (أي معامل إجرائي، وهو وسيط في الدالة يكون بحد ذاته إجراء)،
- تُرجع دالة كنتيجة.

جميع الدوال الأخرى تُعدّ دوال من المرتبة الأولى. في الرياضيات، تُسمى الدوال من المرتبة الأعلى أيضًا بالمؤثر أو الدالي. ويُعدّ المؤثر التفاضلي في التفاضل والتكامل مثالًا شائعًا، لأنه يُحوّل دالة إلى مشتقِ لها، وهي أيضًا دالة. لا ينبغي الخلط بين الدوال من المرتبة الأعلى وغيرها من الاستخدامات لكلمة "المؤثر" في الرياضيات، انظر دال.
في تكامل لامدا غير المُنمَّط، تكون جميع الدوال من المرتبة الأعلى؛ أما في تفاضل لامدا النمطي، الذي تشتق منه معظم لغات برمجة وظيفية، فإن الدوال من المرتبة الأعلى التي تأخذ دالة كوسيط تكون لها أنواع بالقالب التالي: {\displaystyle (\tau _{1}\to \tau _{2})\to \tau _{3}}.

## أمثلة عامة
- دالة map، الموجودة في العديد من لغات البرمجة الوظيفية، تُعد مثالًا على دالة من المرتبة الأعلى. فهي تأخذ دالة f ومجموعة من العناصر كوسيطين، وتُرجع نتيجةً هي مجموعة جديدة تحتوي على f مطبّقة على كل عنصر من عناصر المجموعة الأصلية.

- دوال الترتيب (بالإنجليزية: sorting functions)، التي تأخذ دالة مقارنة كوسيط، مما يتيح للمبرمج فصل خوارزمية الترتيب عن طريقة مقارنة العناصر. وتُعد الدالة القياسية qsort في لغة سي مثالًا على ذلك.

- التصفية
- الطي
- المجموع التراكمي
- التطبيث
- تركيب الدوال
- التكامل
- رد النداء
- اجتياز هيكلة الشجرة
- نحو مونتاغيو، وهي نظرية دلالية للغة الطبيعية، تستخدم الدوال من المرتبة الأعلى.

## الدعم في لغات البرمجة

### الدعم المباشر
الأمثلة الواردة ليست بغرض المقارنة بين لغات البرمجة، وإنما لتوضيح بنية دوال المرتبة الأعلى فيها
في الأمثلة التالية، تقوم الدالة من المرتبة الأعلى twice بأخذ دالة وتطبيقها على قيمة معينة مرتين. وإذا كان من الضروري تطبيق twice عدة مرات على نفس الدالة f، فمن الأفضل أن تُرجع دالة بدلاً من قيمة. وهذا يتماشى مع مبدأ "لا تكرر نفسك".

#### إيه بي إل
```
      
twice
←
{
⍺⍺
 
⍺⍺
 
⍵
}

      
plusthree
←
{
⍵
+
3
}

      
g
←
{
plusthree
 
twice
 
⍵
}

    

      
g
 
7

13

```

أو بطريقة ضمنية:
```
      
twice
←
⍣
2

      
plusthree
←
+
∘
3

      
g
←
plusthree
 
twice

    

      
g
 
7

13

```

#### سي++
يُستخدم std::function في سي++11:
```
#include
 
<iostream>

#include
 
<functional>

auto
 
twice
 
=
 
[](
const
 
std
::
function
<
int
(
int
)
>&
 
f
)

{

    
return
 
[
f
](
int
 
x
)
 
{

        
return
 
f
(
f
(
x
));

    
};

};

auto
 
plus_three
 
=
 
[](
int
 
i
)

{

    
return
 
i
 
+
 
3
;

};

int
 
main
()

{

    
auto
 
g
 
=
 
twice
(
plus_three
);

    
std
::
cout
 
<<
 
g
(
7
)
 
<<
 
'\n'
;
 
// 13

}

```

أو، باستخدام لامبدا العامة التي يوفرها سي++14:
```
#include
 
<iostream>

auto
 
twice
 
=
 
[](
const
 
auto
&
 
f
)

{

    
return
 
[
f
](
int
 
x
)
 
{

        
return
 
f
(
f
(
x
));

    
};

};

auto
 
plus_three
 
=
 
[](
int
 
i
)

{

    
return
 
i
 
+
 
3
;

};

int
 
main
()

{

    
auto
 
g
 
=
 
twice
(
plus_three
);

    
std
::
cout
 
<<
 
g
(
7
)
 
<<
 
'\n'
;
 
// 13

}

```

#### سي شارب
باستخدام المفوضات فقط (بالإنجليزية: delegates):
```
using
 
System
;

public
 
class
 
Program

{

    
public
 
static
 
void
 
Main
(
string
[]
 
args
)

    
{

        
Func
<
Func
<
int
,
 
int
>
,
 
Func
<
int
,
 
int
>>
 
twice
 
=
 
f
 
=>
 
x
 
=>
 
f
(
f
(
x
));

        
Func
<
int
,
 
int
>
 
plusThree
 
=
 
i
 
=>
 
i
 
+
 
3
;

        
var
 
g
 
=
 
twice
(
plusThree
);

        
Console
.
WriteLine
(
g
(
7
));
 
// 13

    
}

}

```

أو بطريقة مكافئة، باستخدام دوال ثابتة (بالإنجليزية: static methods):
```
using
 
System
;

public
 
class
 
Program

{

    
private
 
static
 
Func
<
int
,
 
int
>
 
Twice
(
Func
<
int
,
 
int
>
 
f
)

    
{

        
return
 
x
 
=>
 
f
(
f
(
x
));

    
}

    
private
 
static
 
int
 
PlusThree
(
int
 
i
)
 
=>
 
i
 
+
 
3
;

    
public
 
static
 
void
 
Main
(
string
[]
 
args
)

    
{

        
var
 
g
 
=
 
Twice
(
PlusThree
);

        
Console
.
WriteLine
(
g
(
7
));
 
// 13

    
}

}

```

#### كلوجر
```
(
defn 
twice
 
[
f
]

  
(
fn 
[
x
]
 
(
f
 
(
f
 
x
))))

(
defn 
plus-three
 
[
i
]

  
(
+ 
i
 
3
))

(
def 
g
 
(
twice
 
plus-three
))

(
println 
(
g
 
7
))
 
; 13

```

#### سي إف إم
```
twice
 
=
 
function
(
f
)
 
{

    
return
 
function
(
x
)
 
{

        
return
 
f
(
f
(
x
));

    
};

};

plusThree
 
=
 
function
(
i
)
 
{

    
return
 
i
 
+
 
3
;

};

g
 
=
 
twice
(
plusThree
);

writeOutput
(
g
(
7
));
 
// 13

```

#### كومون ليسب
```
(
defun
 
twice
 
(
f
)
                                                                

  
(
lambda
 
(
x
)
 
(
funcall
 
f
 
(
funcall
 
f
 
x
))))
                                       

                                                                                

(
defun
 
plus-three
 
(
i
)
                                                           

  
(
+
 
i
 
3
))
                                                                      

                                                                                

(
defvar
 
g
 
(
twice
 
#'
plus-three
))
                                                 

                                                                                

(
print
 
(
funcall
 
g
 
7
))

```

#### دي
```
import
 
std
.
stdio
 
:
 
writeln
;

alias
 
twice
 
=
 
(
f
)
 
=>
 
(
int
 
x
)
 
=>
 
f
(
f
(
x
));

alias
 
plusThree
 
=
 
(
int
 
i
)
 
=>
 
i
 
+
 
3
;

void
 
main
()

{

    
auto
 
g
 
=
 
twice
(
plusThree
);

    
writeln
(
g
(
7
));
 
// 13

}

```

#### دارت
```
int
 
Function
(
int
)
 
twice
(
int
 
Function
(
int
)
 
f
)
 
{

    
return
 
(
x
)
 
{

        
return
 
f
(
f
(
x
));

    
};

}

int
 
plusThree
(
int
 
i
)
 
{

    
return
 
i
 
+
 
3
;

}

void
 
main
()
 
{

    
final
 
g
 
=
 
twice
(
plusThree
);

    

    
print
(
g
(
7
));
 
// 13

}

```

#### إليكسير
في إليكسير، يمكنك المزج بين تعريفات الوحدة والدالة المجهولة
```
defmodule
 
Hof
 
do

    
def
 
twice
(
f
)
 
do

        
fn
(
x
)
 
->
 
f
.
(
f
.
(
x
))
 
end

    
end

end

plus_three
 
=
 
fn
(
i
)
 
->
 
i
 
+
 
3
 
end

g
 
=
 
Hof
.
twice
(
plus_three
)

IO
.
puts
 
g
.
(
7
)
 
# 13

```

وبدلاً من ذلك، يمكننا أيضًا التأليف باستخدام وظائف مجهولة الهوية تمامًا.
```
twice
 
=
 
fn
(
f
)
 
->

    
fn
(
x
)
 
->
 
f
.
(
f
.
(
x
))
 
end

end

plus_three
 
=
 
fn
(
i
)
 
->
 
i
 
+
 
3
 
end

g
 
=
 
twice
.
(
plus_three
)

IO
.
puts
 
g
.
(
7
)
 
# 13

```

#### إرلانج
```
or_else
([],
 
_)
 
->
 
false
;

or_else
([
F
 
|
 
Fs
],
 
X
)
 
->
 
or_else
(
Fs
,
 
X
,
 
F
(
X
)).

or_else
(
Fs
,
 
X
,
 
false
)
 
->
 
or_else
(
Fs
,
 
X
);

or_else
(
Fs
,
 
_,
 
{
false
,
 
Y
})
 
->
 
or_else
(
Fs
,
 
Y
);

or_else
(_,
 
_,
 
R
)
 
->
 
R
.

or_else
([
fun
 
erlang
:
is_integer
/
1
,
 
fun
 
erlang
:
is_atom
/
1
,
 
fun
 
erlang
:
is_list
/
1
],
 
3
.
23
).

```

في هذا المثال بلغة Erlang، تقوم الدالة العليا or_else/2 بأخذ قائمة من الدوال (Fs) ومعامل (X). تقوم الدالة بتقييم الدالة F باستخدام X كمعامل. إذا أعادت الدالة F القيمة false، فسيتم تقييم الدالة التالية في القائمة Fs. إذا أعادت الدالة F القيمة {false, Y}، فسيتم تقييم الدالة التالية في القائمة Fs باستخدام Y كمعامل. إذا أعادت الدالة F القيمة R، فإن الدالة العليا or_else/2 ستُرجع R. لاحظ أن X وY وR يمكن أن تكون دوال. المثال يعيد القيمة false.

#### إف شارب
```
let
 
twice
 
f
 
=
 
f
 
>>
 
f

let
 
plus_three
 
=
 
(+)
 
3

let
 
g
 
=
 
twice
 
plus_three

g
 
7
 
|>
 
printf
 
"%A"
 
// 13

```

#### غو
```
package
 
main

import
 
"fmt"

func
 
twice
(
f
 
func
(
int
)
 
int
)
 
func
(
int
)
 
int
 
{

	
return
 
func
(
x
 
int
)
 
int
 
{

		
return
 
f
(
f
(
x
))

	
}

}

func
 
main
()
 
{

	
plusThree
 
:=
 
func
(
i
 
int
)
 
int
 
{

		
return
 
i
 
+
 
3

	
}

	
g
 
:=
 
twice
(
plusThree
)

	
fmt
.
Println
(
g
(
7
))
 
// 13

}

```

لاحظ أن التعبير الحرفي للدالة يمكن تعريفه إما باستخدام معرف (twice) أو بشكل مجهول (ويُسند إلى متغير مثل plusThree).

#### أباتشي جروفي
```
def
 
twice
 
=
 
{
 
f
,
 
x
 
->
 
f
(
f
(
x
))
 
}

def
 
plusThree
 
=
 
{
 
it
 
+
 
3
 
}

def
 
g
 
=
 
twice
.
curry
(
plusThree
)
 

println
 
g
(
7
)
 
// 13

```

#### هاسكل
```
twice
 
::
 
(
Int
 
->
 
Int
)
 
->
 
(
Int
 
->
 
Int
)

twice
 
f
 
=
 
f
 
.
 
f

plusThree
 
::
 
Int
 
->
 
Int

plusThree
 
=
 
(
+
3
)

main
 
::
 
IO
 
()

main
 
=
 
print
 
(
g
 
7
)
 
-- 13

  
where

    
g
 
=
 
twice
 
plusThree

```

#### جيه
بشكلٍ واضح،
```
   
twice
=.
     
adverb
 
:
 
'u u y'

   
plusthree
=.
 
verb
   
:
 
'y + 3'

   

   
g
=.
 
plusthree
 
twice

   

   
g
 
7

13

```

أو ضمنيًا،
```
   
twice
=.
 
^:
2

   
plusthree
=.
 
+&
3

   

   
g
=.
 
plusthree
 
twice

   

   
g
 
7

13

```

#### جافا
باستخدام واجهات الدوال فقط:
```
import
 
java.util.function.*
;

class
 
Main
 
{

    
public
 
static
 
void
 
main
(
String
[]
 
args
)
 
{

        
Function
<
IntUnaryOperator
,
 
IntUnaryOperator
>
 
twice
 
=
 
f
 
->
 
f
.
andThen
(
f
);

        
IntUnaryOperator
 
plusThree
 
=
 
i
 
->
 
i
 
+
 
3
;

        
var
 
g
 
=
 
twice
.
apply
(
plusThree
);

        
System
.
out
.
println
(
g
.
applyAsInt
(
7
));
 
// 13

    
}

}

```

أو بشكل مكافئ، باستخدام دوال ثابتة:
```
import
 
java.util.function.*
;

class
 
Main
 
{

    
private
 
static
 
IntUnaryOperator
 
twice
(
IntUnaryOperator
 
f
)
 
{

        
return
 
f
.
andThen
(
f
);

    
}

    
private
 
static
 
int
 
plusThree
(
int
 
i
)
 
{

        
return
 
i
 
+
 
3
;

    
}

    
public
 
static
 
void
 
main
(
String
[]
 
args
)
 
{

        
var
 
g
 
=
 
twice
(
Main
::
plusThree
);

        
System
.
out
.
println
(
g
.
applyAsInt
(
7
));
 
// 13

    
}

}

```

#### جافا سكريبت
باستخدام دوال السهم (بالإنجليزية: arrow functions):
```
"use strict"
;

const
 
twice
 
=
 
f
 
=>
 
x
 
=>
 
f
(
f
(
x
));

const
 
plusThree
 
=
 
i
 
=>
 
i
 
+
 
3
;

const
 
g
 
=
 
twice
(
plusThree
);

console
.
log
(
g
(
7
));
 
// 13

```

أو باستخدام الصيغة الكلاسيكية:
```
"use strict"
;

function
 
twice
(
f
)
 
{

  
return
 
function
 
(
x
)
 
{

    
return
 
f
(
f
(
x
));

  
};

}

function
 
plusThree
(
i
)
 
{

  
return
 
i
 
+
 
3
;

}

const
 
g
 
=
 
twice
(
plusThree
);

console
.
log
(
g
(
7
));
 
// 13

```

#### جوليا
```
julia>
 
function
 
twice
(
f
)

           
function
 
result
(
x
)

               
return
 
f
(
f
(
x
))

           
end

           
return
 
result

       
end

twice (generic function with 1 method)

julia>
 
plusthree
(
i
)
 
=
 
i
 
+
 
3

plusthree (generic function with 1 method)

julia>
 
g
 
=
 
twice
(
plusthree
)

(::var"#result#3"{typeof(plusthree)}) (generic function with 1 method)

julia>
 
g
(
7
)

13

```

#### كوتلن
```
fun
 
twice
(
f
:
 
(
Int
)
 
->
 
Int
):
 
(
Int
)
 
->
 
Int
 
{

    
return
 
{
 
f
(
f
(
it
))
 
}

}

fun
 
plusThree
(
i
:
 
Int
)
 
=
 
i
 
+
 
3

fun
 
main
()
 
{

    
val
 
g
 
=
 
twice
(
::
plusThree
)

    
println
(
g
(
7
))
 
// 13

}

```

#### لوا
```
function
 
twice
(
f
)

  
return
 
function
 
(
x
)

    
return
 
f
(
f
(
x
))

  
end

end

function
 
plusThree
(
i
)

  
return
 
i
 
+
 
3

end

local
 
g
 
=
 
twice
(
plusThree
)

print
(
g
(
7
))
 
-- 13

```

#### ماتلاب
```
function
 
result
 
=
 
twice
(
f
)

result
 
=
 
@(
x
)
 
f
(
f
(
x
));

end

plusthree
 
=
 
@(
i
)
 
i
 
+
 
3
;

g
 
=
 
twice
(
plusthree
)

disp
(
g
(
7
));
 
% 13

```

#### أوكامل
```
let
 
twice
 
f
 
x
 
=

  
f
 
(
f
 
x
)

let
 
plus_three
 
=

  
(+)
 
3

let
 
()
 
=

  
let
 
g
 
=
 
twice
 
plus_three
 
in

  
print_int
 
(
g
 
7
);
 
(* 13 *)

  
print_newline
 
()

```

#### بي إتش بي
```
<?php

declare
(
strict_types
=
1
);

function
 
twice
(
callable
 
$f
)
:
 
Closure
 
{

    
return
 
function
 
(
int
 
$x
)
 
use
 
(
$f
)
:
 
int
 
{

        
return
 
$f
(
$f
(
$x
));

    
};

}

function
 
plusThree
(
int
 
$i
)
:
 
int
 
{

    
return
 
$i
 
+
 
3
;

}

$g
 
=
 
twice
(
'plusThree'
);

echo
 
$g
(
7
),
 
"
\n
"
;
 
// 13

```

أو باستخدام متغيرات لكل الدوال:
```
<?php

declare
(
strict_types
=
1
);

$twice
 
=
 
fn
(
callable
 
$f
)
:
 
Closure
 
=>
 
fn
(
int
 
$x
)
:
 
int
 
=>
 
$f
(
$f
(
$x
));

$plusThree
 
=
 
fn
(
int
 
$i
)
:
 
int
 
=>
 
$i
 
+
 
3
;

$g
 
=
 
$twice
(
$plusThree
);

echo
 
$g
(
7
),
 
"
\n
"
;
 
// 13

```

لاحظ أن دوال السهم (بالإنجليزية: arrow functions) تقوم ضمنيًا بالتقاط أي متغيرات من النطاق الأبوي، بينما تتطلب الدوال المجهولة استخدام الكلمة المفتاحية use للقيام بذلك.

#### بيرل
```
use
 
strict
;

use
 
warnings
;

sub
 
twice
 
{

    
my
 
(
$f
)
 
=
 
@_
;

    
sub
 
{

        
$f
->
(
$f
->
(
@_
));

    
};

}

sub
 
plusThree
 
{

    
my
 
(
$i
)
 
=
 
@_
;

    
$i
 
+
 
3
;

}

my
 
$g
 
=
 
twice
(
\&
plusThree
);

print
 
$g
->
(
7
),
 
"\n"
;
 
# 13

```

أو باستخدام جميع الدوال في متغيرات:
```
use
 
strict
;

use
 
warnings
;

my
 
$twice
 
=
 
sub
 
{

    
my
 
(
$f
)
 
=
 
@_
;

    
sub
 
{

        
$f
->
(
$f
->
(
@_
));

    
};

};

my
 
$plusThree
 
=
 
sub
 
{

    
my
 
(
$i
)
 
=
 
@_
;

    
$i
 
+
 
3
;

};

my
 
$g
 
=
 
$twice
->
(
$plusThree
);

print
 
$g
->
(
7
),
 
"\n"
;
 
# 13

```

#### بايثون
```
>>> 
def
 
twice
(
f
):

... 
    
def
 
result
(
x
):

... 
        
return
 
f
(
f
(
x
))

... 
    
return
 
result

>>> 
plus_three
 
=
 
lambda
 
i
:
 
i
 
+
 
3

>>> 
g
 
=
 
twice
(
plus_three
)

    

>>> 
g
(
7
)

13

```

غالبًا ما يُستخدم بناء جملة مُزيّن بايثون لاستبدال دالة بنتيجة تمريرها عبر دالة من رتبة أعلى. على سبيل المثال، يمكن تنفيذ الدالة g بشكل مكافئ:
```
>>> 
@twice

... 
def
 
g
(
i
):

... 
    
return
 
i
 
+
 
3

>>> 
g
(
7
)

13

```

#### آر
```
twice
 
<-
 
\
(
f
)
 
\
(
x
)
 
f
(
f
(
x
))

plusThree
 
<-
 
function
(
i
)
 
i
 
+
 
3

g
 
<-
 
twice
(
plusThree
)

>
 
g
(
7
)

[
1
]
 
13

```

#### راكو
```
sub
 
twice
(
Callable:D
 
$f
) {
    
return
 
sub
 { 
$f
(
$f
(
$^x
)) };
}

sub
 
plusThree
(
Int:D
 
$i
) {
    
return
 
$i
 + 
3
;
}

my
 
$g
 = 
twice
(
&plusThree
);

say
 
$g
(
7
); 
# 13

```

في راكو، جميع كائنات الكود هي إغلاقات، وبالتالي يمكنها الإشارة إلى متغيرات "معجمية" داخلية من نطاق خارجي لأن المتغير المعجمي "مغلق" داخل الدالة. يدعم راكو أيضًا صيغة "الكتلة المدببة" لتعبيرات لامدا، والتي يمكن تخصيصها لمتغير أو استدعاؤها بشكل مجهول.

#### روبي
```
def
 
twice
(
f
)

  
->
(
x
)
 
{
 
f
.
call
(
f
.
call
(
x
))
 
}

end

plus_three
 
=
 
->
(
i
)
 
{
 
i
 
+
 
3
 
}

g
 
=
 
twice
(
plus_three
)

puts
 
g
.
call
(
7
)
 
# 13

```

#### رست
```
fn
 
twice
(
f
:
 
impl
 
Fn
(
i32
)
 
->
 
i32
)
 
->
 
impl
 
Fn
(
i32
)
 
->
 
i32
 
{

    
move
 
|
x
|
 
f
(
f
(
x
))

}

fn
 
plus_three
(
i
:
 
i32
)
 
->
 
i32
 
{

    
i
 
+
 
3

}

fn
 
main
()
 
{

    
let
 
g
 
=
 
twice
(
plus_three
);

    
println!
(
"{}"
,
 
g
(
7
))
 
// 13

}

```

#### سكالا
```
object
 
Main
 
{

  
def
 
twice
(
f
:
 
Int
 
=>
 
Int
):
 
Int
 
=>
 
Int
 
=

    
f
 
compose
 
f

  
def
 
plusThree
(
i
:
 
Int
):
 
Int
 
=

    
i
 
+
 
3

  
def
 
main
(
args
:
 
Array
[
String
]):
 
Unit
 
=
 
{

    
val
 
g
 
=
 
twice
(
plusThree
)

    
print
(
g
(
7
))
 
// 13

  
}

}

```

#### سكيم
```
(
define
 
(
compose
 
f
 
g
)
 

  
(
lambda
 
(
x
)
 
(
f
 
(
g
 
x
))))

(
define
 
(
twice
 
f
)
 

  
(
compose
 
f
 
f
))

(
define
 
(
plus-three
 
i
)

  
(
+
 
i
 
3
))

(
define
 
g
 
(
twice
 
plus-three
))

(
display
 
(
g
 
7
))
 
; 13

(
display
 
"
\n
"
)

```

#### سويفت
```
func
 
twice
(
_
 
f
:
 
@
escaping
 
(
Int
)
 
->
 
Int
)
 
->
 
(
Int
)
 
->
 
Int
 
{

    
return
 
{
 
f
(
f
(
$0
))
 
}

}

let
 
plusThree
 
=
 
{
 
$0
 
+
 
3
 
}

let
 
g
 
=
 
twice
(
plusThree
)

print
(
g
(
7
))
 
// 13

```

#### تي سي إل
```
set
 
twice
 
{{
f
 
x
}
 
{apply
 
$f
 
[apply
 
$f
 
$x
]}}

set
 
plusThree
 
{{
i
}
 
{return
 
[expr
 
$i
 
+
 
3
]}}

# result: 13

puts
 
[apply
 
$twice
 
$plusThree
 
7
]

```

تستخدم تي سي إل الأمر "apply" لتطبيق دالة مجهولة (منذ الإصدار 8.6).

#### إكس إيه سي إم إل
يعرّف معيار إكس إيه سي إم إل (بالإنجليزية: XACML) دوالًا من المرتبة الأعلى ضمن المعيار لتطبيق دالة على عدة قيم من مجموعات السمات.
```
rule
 
allowEntry
{

    
permit

    
condition
 
anyOfAny(function
[
stringEqual
],
 
citizenships
,
 
allowedCitizenships
)

}

```

#### إكس كويري
```
declare
 
function
 
local:twice
(
$
f
,
 
$
x
)
 
{

  
$
f
(
$
f
(
$
x
))

};

declare
 
function
 
local:plusthree
(
$
i
)
 
{

  
$
i
 
+
 
3

};

local:twice
(
local:plusthree
#
1
,
 
7
)
 
(: 13 :)

```

### البدائل

#### مؤشرات الدوال
تسمح مؤشرات الدوال في لغات مثل سي، سي++، فورتران، وباسكال للمبرمجين بتمرير مراجع إلى الدوال. الكود التالي في لغة C يحسب تقريبًا للتكامل لدالة عشوائية:
```
#include
 
<stdio.h>

double
 
square
(
double
 
x
)

{

    
return
 
x
 
*
 
x
;

}

double
 
cube
(
double
 
x
)

{

    
return
 
x
 
*
 
x
 
*
 
x
;

}

/* حساب التكامل لدالة f() ضمن الفاصل الزمني [a,b] */

double
 
integral
(
double
 
f
(
double
 
x
),
 
double
 
a
,
 
double
 
b
,
 
int
 
n
)

{

    
int
 
i
;

    
double
 
sum
 
=
 
0
;

    
double
 
dt
 
=
 
(
b
 
-
 
a
)
 
/
 
n
;

    
for
 
(
i
 
=
 
0
;
  
i
 
<
 
n
;
  
++
i
)
 
{

        
sum
 
+=
 
f
(
a
 
+
 
(
i
 
+
 
0.5
)
 
*
 
dt
);

    
}

    
return
 
sum
 
*
 
dt
;

}

int
 
main
()

{

    
printf
(
"%g
\n
"
,
 
integral
(
square
,
 
0
,
 
1
,
 
100
));

    
printf
(
"%g
\n
"
,
 
integral
(
cube
,
 
0
,
 
1
,
 
100
));

    
return
 
0
;

}

```

دالة qsort من مكتبة C القياسية تستخدم مؤشر دالة لمحاكاة سلوك دالة من المرتبة الأعلى.

#### الماكرو
يمكن أيضًا استخدام الماكرو لتحقيق بعض تأثيرات الدوال من المرتبة الأعلى. ومع ذلك، لا يمكن للماكرو بسهولة تجنب مشكلة التقاط المتغيرات (بالإنجليزية: variable capture)؛ وقد يؤدي أيضًا إلى توليد كميات كبيرة من الشيفرة المكررة، مما قد يصعب على المُصرّف تحسينها. وبشكل عام، لا تكون الماكروات مُنظمة بنظام أنواع قوي، على الرغم من أنها قد تُنتج شيفرة تعتمد على نظام أنواع قوي.

#### تقييم الشيفرة ديناميكيًا
في بعض لغات البرمجة الأمرية، يمكن تحقيق بعض النتائج الخوارزمية نفسها التي يتم الوصول إليها باستخدام الدوال من المرتبة الأعلى، وذلك عن طريق تنفيذ الشيفرة ديناميكيًا (ويُشار إلى هذه العملية أحيانًا باسم "Eval" أو "Execute") ضمن نطاق التقييم. ومع ذلك، هناك عيوب كبيرة محتملة لهذا النهج:
- عادةً لا يكون الكود المُمرَّر كوسيط نظامي النوع؛ حيث تعتمد هذه اللغات بشكل عام على نظام الأنواع للتحقق من صحة الشيفرة وسلامتها.
- غالبًا ما يُقدَّم الوسيط على شكل سلسلة نصية، قد لا يكون معروفًا محتواها إلا أثناء وقت التشغيل. ويجب ترجمة هذه السلسلة إما أثناء تنفيذ البرنامج (باستخدام الترجمة في الوقت المناسب) أو تقييمها باستخدام المفسر. وهذا يؤدي إلى زيادة في العبء على وقت التشغيل، وغالبًا ما ينتج عنه كود أقل كفاءة.

#### الكائنات
في لغات البرمجة كائنية التوجه التي لا تدعم الدوال من المرتبة الأعلى، يمكن أن يكون الكائن بديلاً فعالًا. إذ أن الطريقة الخاصة بالكائن تعمل بشكل جوهري كالدوال، ويمكن للطريقة أن تقبل كائنات كوسائط وأن تُنتج كائنات كقيمة مُعادة. ومع ذلك، غالبًا ما تُضيف الكائنات عبئًا إضافيًا في وقت التشغيل مقارنةً بالدوال البحتة، بالإضافة إلى المزيد من الشفرة المتداولة لتعريف الكائن وإنشاء نسخة منه مع الطريقة (أو الطرق) الخاصة به. تتيح اللغات التي تدعم كائنات مخصصة للتخزين في المكدس (بدلاً من الاعتماد على إدارة الذاكرة) أو السجلات مزيدًا من المرونة عند استخدام هذا الأسلوب.
مثال على استخدام سجل بسيط مخزَّن في المكدس في فري باسكال مع دالة تُعيد دالة:
```
program
 
example
;

type
 

  
int
 
=
 
integer
;

  
Txy
 
=
 
record
 
x
,
 
y
:
 
int
;
 
end
;

  
Tf
 
=
 
function
 
(
xy
:
 
Txy
)
:
 
int
;

     

function
 
f
(
xy
:
 
Txy
)
:
 
int
;
 

begin
 

  
Result
 
:=
 
xy
.
y
 
+
 
xy
.
x
;
 

end
;

function
 
g
(
func
:
 
Tf
)
:
 
Tf
;
 

begin
 

  
result
 
:=
 
func
;
 

end
;

var
 

  
a
:
 
Tf
;

  
xy
:
 
Txy
 
=
 
(
x
:
 
3
;
 
y
:
 
7
)
;

begin
  

  
a
 
:=
 
g
(
@
f
)
;
     
// تعيين الدالة المُعادة إلى "a"

  
writeln
(
a
(
xy
))
;
 
// يطبع 10

end
.

```

تقوم الدالة a() بأخذ سجل من النوع Txy كوسيط وتُعيد القيمة الصحيحة (عدد صحيح) الناتجة من جمع الحقلين x وy في السجل (3 + 7).

#### إلغاء التفعيلية
يمكن استخدام إلغاء التفعيلية لتنفيذ الدوال من المرتبة الأعلى في لغات البرمجة التي لا تدعم الدوال من الدرجة الأولى:
```
// هياكل بيانات الدوال التي تم إلغاء تفعيلها

template
<
typename
 
T
>
 
struct
 
Add
 
{
 
T
 
value
;
 
};

template
<
typename
 
T
>
 
struct
 
DivBy
 
{
 
T
 
value
;
 
};

template
<
typename
 
F
,
 
typename
 
G
>
 
struct
 
Composition
 
{
 
F
 
f
;
 
G
 
g
;
 
};

// تنفيذ تطبيقات الدوال التي تم إلغاء تفعيلها

template
<
typename
 
F
,
 
typename
 
G
,
 
typename
 
X
>

auto
 
apply
(
Composition
<
F
,
 
G
>
 
f
,
 
X
 
arg
)
 
{

    
return
 
apply
(
f
.
f
,
 
apply
(
f
.
g
,
 
arg
));

}

template
<
typename
 
T
,
 
typename
 
X
>

auto
 
apply
(
Add
<
T
>
 
f
,
 
X
 
arg
)
 
{

    
return
 
arg
  
+
 
f
.
value
;

}

template
<
typename
 
T
,
 
typename
 
X
>

auto
 
apply
(
DivBy
<
T
>
 
f
,
 
X
 
arg
)
 
{

    
return
 
arg
 
/
 
f
.
value
;

}

// دالة التركيب من الدرجة الأعلى

template
<
typename
 
F
,
 
typename
 
G
>

Composition
<
F
,
 
G
>
 
compose
(
F
 
f
,
 
G
 
g
)
 
{

    
return
 
Composition
<
F
,
 
G
>
 
{
f
,
 
g
};

}

int
 
main
(
int
 
argc
,
 
const
 
char
*
 
argv
[])
 
{

    
auto
 
f
 
=
 
compose
(
DivBy
<
float
>
{
 
2.0f
 
},
 
Add
<
int
>
{
 
5
 
});

    
apply
(
f
,
 
3
);
 
// 4.0f

    
apply
(
f
,
 
9
);
 
// 7.0f

    
return
 
0
;

}

```

في هذا المثال، يتم استخدام أنواع مختلفة لتفعيل دوال مختلفة عبر تعدد أشكال الدوال. الدالة التي تم تطبيق تعدد الأشكال عليها في هذا المثال تحمل التوقيع auto apply.